# Ciemino (jezioro)
Ciemino – jezioro lobeliowe o charakterystycznej barwie i niskiej przejrzystości, na Pojezierzu Szczecineckim, położone w województwie zachodniopomorskim, w powiecie szczecineckim, w gminie Borne Sulinowo.
Jezioro według danych z 1997 roku miało powierzchnię 241,7 ha, a jego objętość wynosiła 14 394,1 m³. Średnia głębokość Ciemina to 6,0 m, a maksymalna 13,4 m.
Nad jeziorem leży wieś Ciemino. Jezioro zarządzane jest przez Koło PZW „Jesiotr” w Szczecinku od dnia 1 maja 2011 r.; umowa użytkowania opiewa na 20 lat.